# Simon Assemani
Simon Assemani (né le 19 février 1752 à Tripoli et mort le 7 avril 1821 à Padoue) est un orientaliste italien d'origine libanaise de la fin du XVIIIe et du début du XIXe siècle.

## Biographie
Simon Assemani, d'origine libanaise et maronite, appartient à la même famille que Joseph-Simonius Assemani et Étienne-Évode Assemani, qui furent tous deux préfets de la Bibliothèque du Vatican. En 1785, il fut nommé professeur de langues orientales au séminaire de Padoue, puis, en 1807, à l'université de Padoue.

## Œuvres
- Saggio storico sull' origine, culto, letteratura, e costumi degli Arabi avanti Maometto, Padoue, 1787 (essai sur les Arabes avant Mahomet) ;
- Museo Cufico Naniano, illustrato, Padoue, 1787-88 ;
- Catalogo dei codici manoscritti orientali della biblioteca Naniana, Padoue, 1787-92 (catalogue des manuscrits orientaux de la bibliothèque du comte de Nani) ;
- Globus coelestis arabico-cuficus Veliterni musei Borgiani, illustratus, praemissa de Arabum astronomia dissertatione, Padoue, 1790 ;
- Se gli Arabi ebbero alcuna influenza sull' origine della poesia moderna in Europa?, 1807 ;
- Sopra le monete Arabe effigiate, Padoue, 1809.